# Kamilah Hanifah

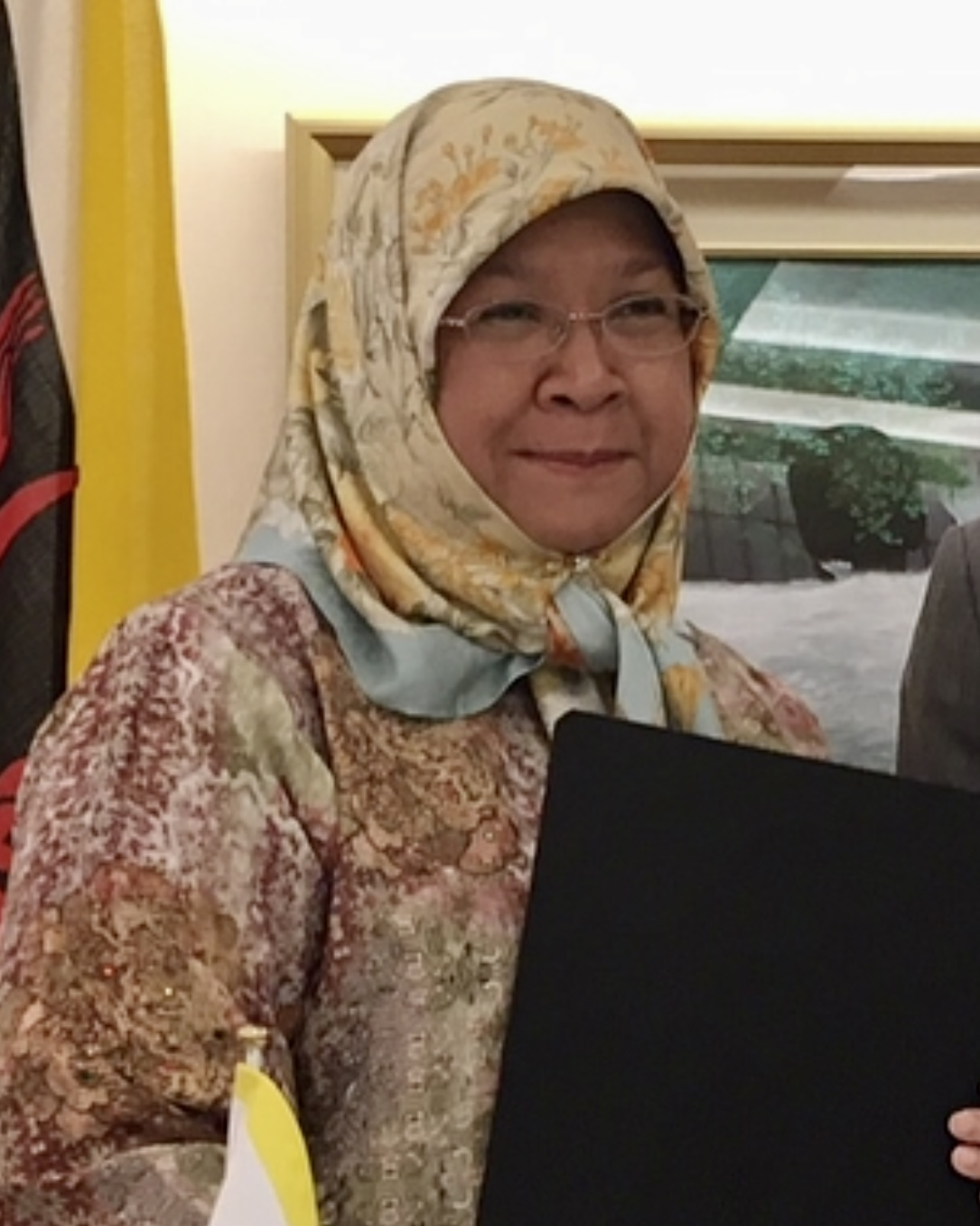
Kamilah Hanifah, 2018.

Kamilah binti Mohd Hanifah ist eine Diplomatin aus Brunei, die seit 2017 Botschafterin in Japan ist. Davor diente sie als Generalkonsulin in Hongkong.

## Diplomatische Karriere
Kamilah war Senior Special Duties Officer im Department für wirtschaftliche Zusammenarbeit im Außenministerium (MOFAT). Sie wurde später als Generalkonsulin für Hongkong beauftragt. Der chinesische Diplomat Song Zhe traf sich mit ihr am 5. November 2012, um die Perspektiven zu bilateralen Verträgen und den Austausch und die Zusammenarbeit zwischen Hongkong und Brunei zu diskutieren.
Am 28. Februar 2017 gab es ein Treffen zwischen Prinz Al-Muhtadee Billah und verschiedenen Diplomaten, unter anderem Kamilah. Bereits am 15. hatte sie den Letter of Appointment von Sultan Hassanal Bolkiah erhalten. Am 10. Mai präsentierte sie ihre Beglaubigung bei Japans Außenministerium.
Während der Abschlussansprache des Symposiums des ASEAN-Japan Center am 1. März 2018 erklärte Kamilah als Vorsitzende, dass die Mitgliedsstaaten der ASEAN eng miteinander und mit anderen Verbündeten wie Japan zusammenarbeiten um eine friedliche, wohlhabende und inklusive Region zu gestalten. Sie sagte auch, dass ASEAN einen offenen Regionalismus befürwortet und den wachsenden Tendenzen zum Protektionismus in den kommenden Jahren begegnen wolle.